# Euproclus perrieri
Euproclus perrieri là một loài bọ cánh cứng trong họ Anthicidae. Loài này được Fairmaire miêu tả khoa học năm 1900.